# 大場謙吉
大場 謙吉（おおば けんきち、1942年2月15日 - ）は、関西大学工学部教授でバイオメカニクス分野の研究者である。

## 略歴
- 1942年2月：広島県因島市にて生まれる。
- 1960年4月：大阪大学工学部造船学科に入学する。
- 1964年3月：大阪大学工学部造船学科を卒業する。
- 1969年3月：同大学院博士課程（超高温理工学研究施設）単位習得退学後、同大学助手となる。
- 1973年9月：「電子ビーム蛍光法を基準測定法として用いた高速イオンゲージの研究」にて工学博士の学位を取得する。（大阪大学）
- 1980年4月：関西大学工学部助教授を経て1988年4月に同大学教授となり現在に至る。
- 2012年3月：関西大学工学部にて最終講義を実施。

## 言葉
- 座右の銘は「工学とは、人間の役に立つ知識と物を創る科学である」。
- 「Evolution is much better than revolution」＝「進化は革命に勝る」

## 著書
- 大場謙吉; 板東潔 (2006-11-06). 流体の力学 : 現象とモデル化. コロナ社. ISBN 9784339045819 2013年5月29日閲覧。